# St. Elisabeth (Offenbach am Main)

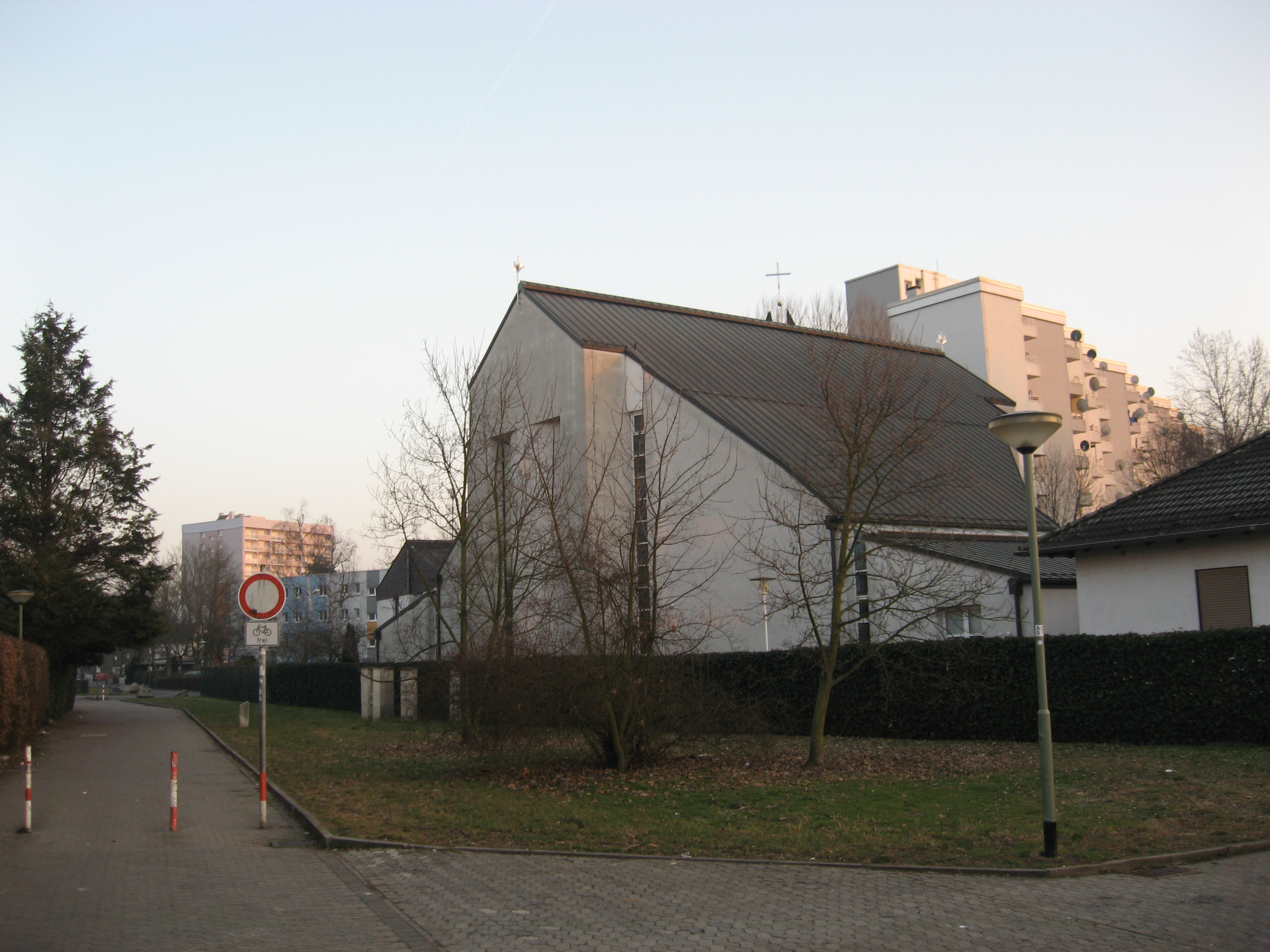
Außenansicht der katholischen Kirche St. Elisabeth in Offenbach am Main von Nordwesten

Die römisch-katholische Filialkirche St. Elisabeth ist ein im Stil der Moderne errichtetes Kirchengebäude in der südhessischen Großstadt Offenbach am Main. Die Kirche steht unter dem Patrozinium der Heiligen Elisabeth von Thüringen und gehört zur Pfarrei „St. Franziskus Offenbach“, die der Region Mainlinie im Bistum Mainz angehört.

## Geschichte
Die Offenbacher Pfarrei St. Elisabeth wurde am 1. August 1966 durch den Mainzer Bischof Hermann Volk für das in den Jahren zuvor entstandene Neubaugebiet Lauterborn errichtet. Da die neue Pfarrei in ihren Anfangsjahren nicht über ein eigenes Kirchengebäude verfügte, feierte die Gemeinde ihre Gottesdienste bis zur Fertigstellung der Notkirche St. Elisabeth in der Pfarrkirche St. Josef am Friedrichsweiher. Die Notkirche, ein aus Holz errichtetes flachgedecktes Provisorium, konnte am 6. Juli 1968, etwa zwei Jahre nach Gründung der Pfarrei, geweiht werden und übernahm damit ihre Bestimmung als Gotteshaus der Gemeinde.
Erste Vorbereitungen für den Bau einer neuen Kirche, welche die über die Jahre renovierungsbedürftig gewordene Notkirche ablösen sollte, wurden mit der Gründung eines Kirchenbauvereins im Jahr 1983 angestoßen. Zwei Jahre später bekräftigte Bischof Karl Lehmann bei einer Visitation der Pfarrei den Wunsch nach einem Kirchenneubau für St. Elisabeth, sodass bereits im Folgejahr ein Bauausschuss gegründet wurde. Nachdem 1990 die Genehmigung für den Abbruch der Notkirche und die Errichtung eines neuen Sakralbaus erteilt worden war, wurde am 20. Mai 1991 der letzte Gottesdienst im alten Kirchengebäude gefeiert, bevor dieses im Juni 1991 abgerissen wurde.
Die heutige Kirche St. Elisabeth wurde von 1992 bis 1993 nach Plänen von Florian Leitl errichtet. Obwohl Leitl nur den zweiten Platz beim vorangegangenen Architektenwettbewerb erzielt hatte, stieß sein Konzept beim Pfarrgemeinderat auf stärkere Unterstützung als das des Erstplatzierten und wurde daher letztendlich umgesetzt. Am 9. Mai 1992 wurde der Grundstein für den Neubau gelegt, das Richtfest konnte zwei Monate später am 3. Juli gefeiert werden. Nach Abschluss der Bauarbeiten weihte Bischof Lehmann das neue Gotteshaus am 20. Juni 1993 (bzw. am 20. Mai 1993?) zu Ehren der heiligen Elisabeth von Thüringen.

## Baubeschreibung
Die Filialkirche St. Elisabeth wurde den Richtlinien des Zweiten Vatikanischen Konzils folgend im Stil der Moderne errichtet. Ihr Kirchturm erhebt sich auf kreisförmigem Grundriss und grenzt im Südosten an das nur geringfügig niedrigere Kirchenschiff. Im Zentrum des hellen Innenraums steht der Altar, die Kirchenbänke sind halbkreisförmig um diesen angeordnet. Eine apsisartige Nische erweitert den Altarraum und schließt ihn nach Norden hin ab.

## Ausstattung
Besonders markant sind das Chorkreuz und die Statue der Heiligen Elisabeth von Thüringen im Innenraum der Kirche, die beide aus Aluminium gefertigt und anschließend mit Farbe künstlerisch gestaltet wurden. Zudem befindet sich an der Außenfassade über dem Eingangsportal von St. Elisabeth ein auffälliges Tympanon, das die Vielfalt menschlichen Handelns veranschaulichen soll.

## Orgel
Die heutige Orgel der Kirche wurde 1993 von der Orgelbaufirma Oberlinger in Windesheim gefertigt. Das Instrument verfügt über 13 Register, verteilt auf zwei Manuale und Pedal.